# Reko-Wagen (DR)

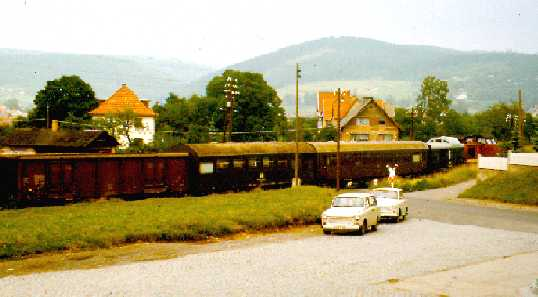
Noch 1989 waren ein dreiachsiger und ein vierachsiger Rekowagen sowie ein ehemaliger Güterzug-Gepäckwagen im Einsatz auf dem Weg nach Kleinschmalkalden (ehem. Pappenheim)

Als Rekowagen wurden bei der Deutschen
Reichsbahn (DR) Eisenbahnwagen bezeichnet, die durch Rekonstruktion von Vorkriegswagen entstanden sind. Neben den in diesem Artikel behandelten Reisezugwagen wurden auch Güterwagen umgebaut.
Der Begriff Rekonstruktion ist hier im Sinne des DDR-Sprachgebrauchs zu verstehen: Gemeint ist nicht die Wiederherstellung oder Nachbildung eines früheren Zustandes, sondern eine durchgreifende Modernisierung. Bei der Deutschen Bundesbahn wurden solche Fahrzeuge Umbauwagen genannt.

## Vorgeschichte
Wie die Deutsche Bundesbahn (DB) hatte auch die DR nach dem Zweiten Weltkrieg neben einem deutlichen Wagenmangel auch bis in die 1970er Jahre hinein mit einer erheblichen Überalterung des Reisezugwagenbestandes zu kämpfen. Noch immer bildeten drei- und vierachsige Abteilwagen preußischer und sächsischer Bauarten sowie eine Unmenge zweiachsiger Wagen aus der Zeit vor und nach dem Ersten Weltkrieg das Gros des Wagenparks für Personen- und Eilzüge. Die wenigen für den Ballungsraum- und Berufsverkehr beschafften Doppelstockzüge sowie die neuen Mitteleinstiegswagen aus den 1950er Jahren reichten nicht aus, um die wenig zeitgemäßen Betriebsmittel für den Personenverkehr zu erneuern und zu verjüngen, zumal auch ihr Unterhalt einen erhöhten Aufwand bedeutete. Wie die DB in den 1950er Jahren bei den Umbauwagen ging auch die DR dazu über, die Vorkriegswagen einer Modernisierung zu unterziehen – Rekonstruktion genannt. Dabei wurden so große Stückzahlen erreicht, dass Mitte der 1970er Jahre über die Hälfte aller DR-Reisezugwagen Rekowagen waren.
Ursprünglich wurden alle Rekowagen dunkelgrün mit grauem Dach lackiert. Dazu kamen ein weißer, dünner Zierstreifen analog zu den Modernisierungswagen unterhalb der Fenster und ein schwarz abgesetzter Streifen in Höhe des Langträgers. In den frühen 1970er Jahren entfielen beide bei Neulackierungen. Den 1984 eingeführten, chromoxidgrünen Anstrich erhielten nur noch wenige Vierachser. Wegen der Verwendung im Schnellzugdienst wurden jedoch zahlreiche Halbgepäckwagen ab 1984 in Chromoxidgrün/Beige lackiert.

## Regelspurige Wagen

### Zwei- und dreiachsige Wagen, Gattungen Baag und Bag

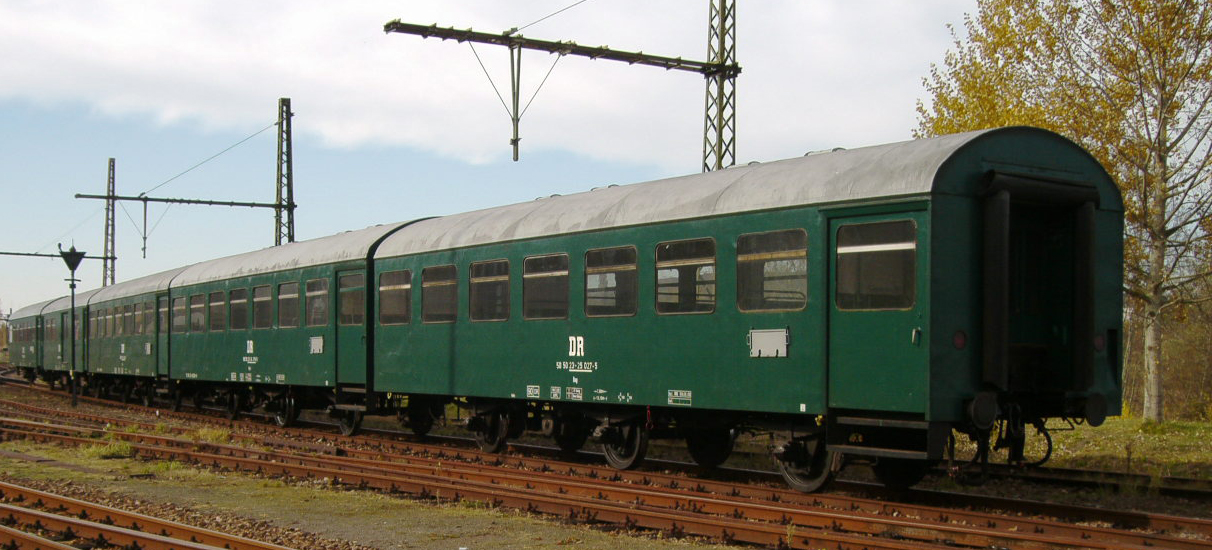
Garnitur aus mehreren dreiachsigen Rekowagen

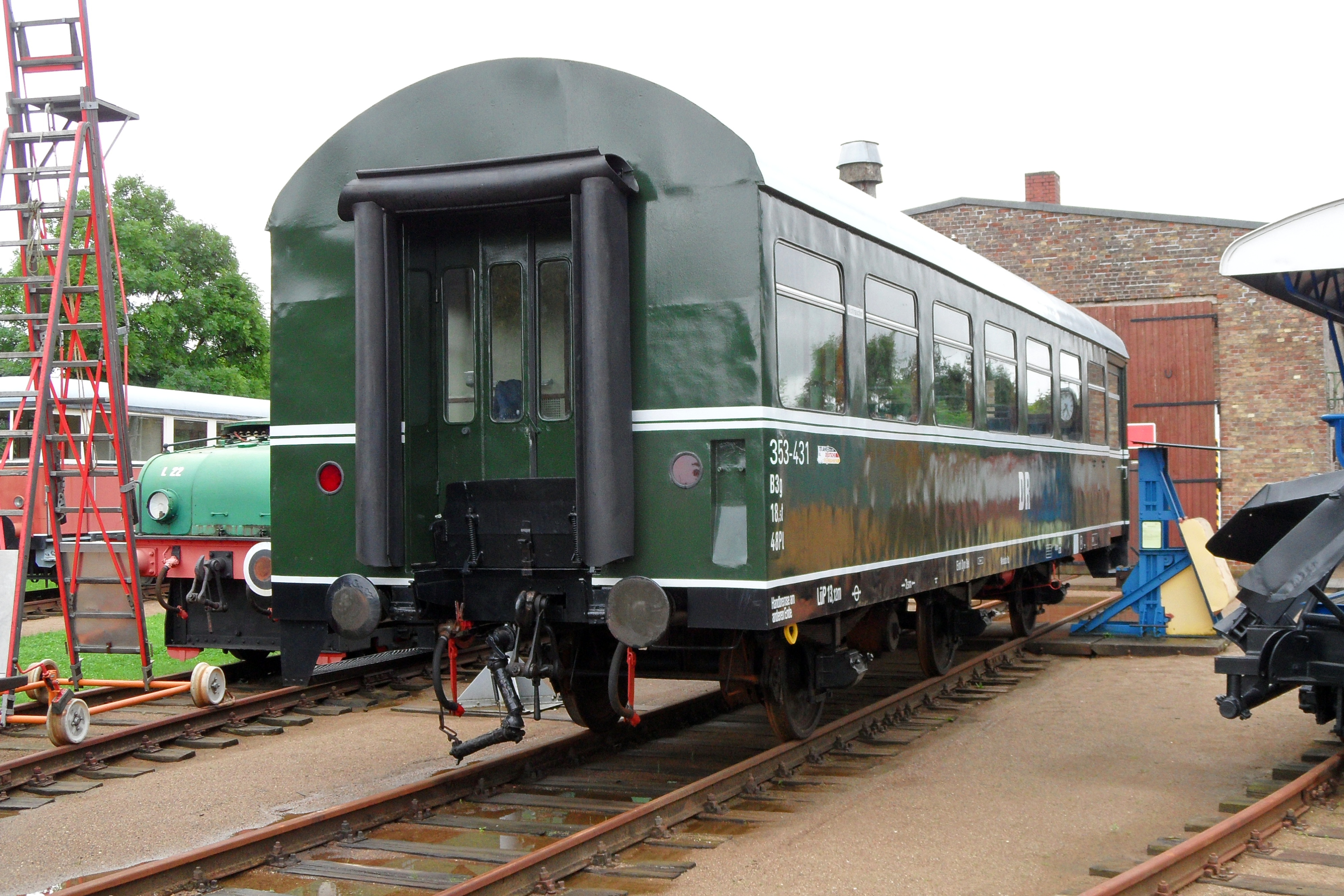
Dreiachsiger Rekowagen im Zustand der 1960er

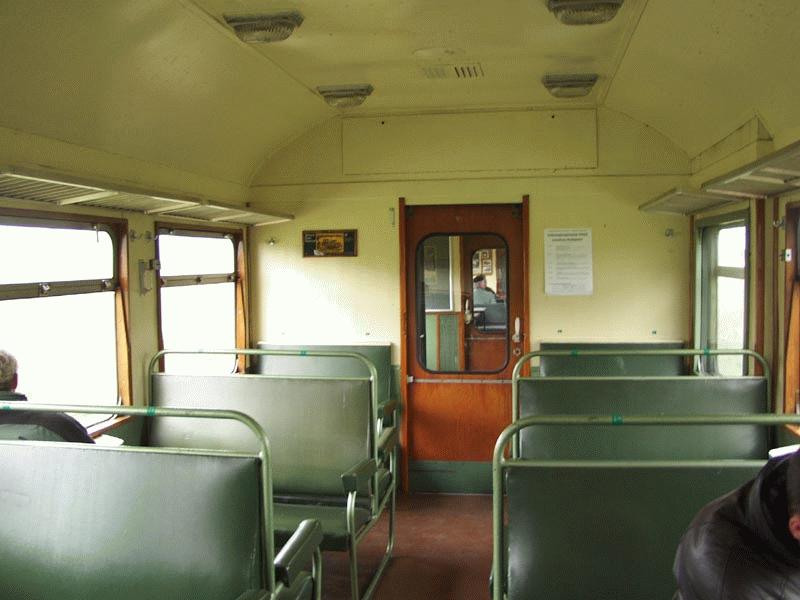
Innenansicht eines Bag-Wagens

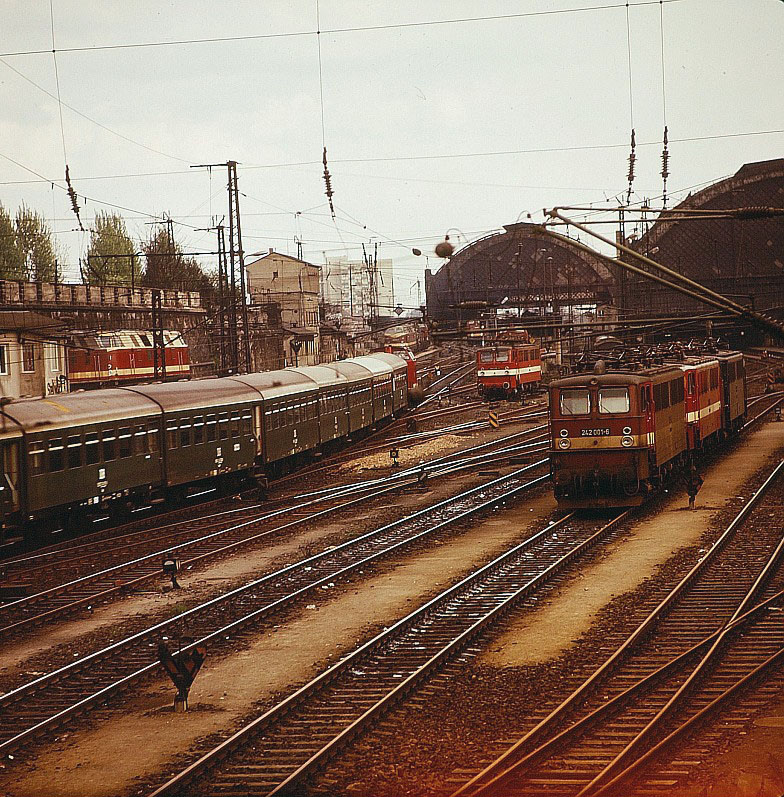
Zug aus Rekowagen 1980: Der Erste von links hat drei Achsen, der Zweite zwei

Einen ersten Probewagen baute das Raw „Einheit“ Leipzig im Jahr 1956 aus einem alten Länderbahnwagen um. Vom Spenderwagen, einem Abteilwagen mit Wagenkasten in Holzbauart, blieb nur der Bodenrahmen mit Laufwerk und Bremsanlage erhalten. Die Radsätze blieben gleitgelagert. Auf den Rahmen, der mit neuen Kopfstücken versehen wurde, wurde ein Wellblechboden aufgeschweißt. Ansonsten wurde ein neuer stählerner Wagenkasten hergestellt, wobei das Konzept dem der dreiachsigen DB-Umbauwagen von 1953 sehr ähnlich war. Abweichend zum Bundesbahn-Wagentyp waren nur sechs (DB: sieben) Fenster zwischen den beiden nicht eingezogenen Einstiegstüren am Wagenende vorhanden. Die Schiebetüren öffneten in Richtung Wagenende. Die Fenster entsprachen den Klappfenstern der Doppelstockwagen. Der Wagenkasten wurde für den Einbau von Wagenübergängen mit Gummiwülsten an beiden Enden über die Kopfstücke bis 150 Millimeter hinter die Pufferebene verlängert. Das Dach war an den Enden eingezogen. Ausgestattet war der Prototyp mit 44 gepolsterten Sitzplätzen der zweiten Wagenklasse und einer Toilette. Diese nahm den Raum einer Vierersitzgruppe ein und war vom Einstiegsraum aus zugänglich.
Dem ersten Wagen folgte sogleich eine Nullserie mit zwölf Fahrzeugen, bei denen das Dach aus Kostengründen wie bei den DB-Umbauwagen gerade durchgezogen war. Sonst galten die gleichen Bauprinzipien. Die Länge über Puffer betrug 13 080 Millimeter.
Die Serienwagen gingen ab 1960 im Raw Halberstadt in Produktion. Die Bodenrahmen wurden auf eine einheitliche Länge gebracht, die Länge über Puffer stieg auf 13 120 Millimeter. Gegenüber der Nullserie wurde nur noch eine Tür jeweils in Fahrtrichtung rechts vorne eingebaut, die als breite Schiebetür ausgebildet war. Zuerst bestanden diese aus Stahl mit Stangenschlössern, später wurden sie bei Überholungen im Raw Potsdam durch Aluminiumtüren mit Kiekertschlössern ersetzt. Die Toilette befand sich in einem Einstiegsraum gegenüber einer Tür. Ansonsten galten auch hier die im Prototyp eingeführten Baugrundsätze. Die Wagenübergänge konnten mit einer sechsfachen (neben der Toilette fünffachen) Falttür verschlossen werden. Die Sitze bestanden aus einem schaumgummigepolsterten Kunstlederüberzug, die Gepäckablagen waren aus Aluminium hergestellt. Die Innentüren waren ebenso aus Holz gefertigt wie die Wandverkleidung und die Fensterrahmen, die aber später in Alu ausgeführt wurden. Alle Wagen erhielten eine Niederdruckumlaufheizung (Nuhz), einige – mit dem Nebenzeichen „e“ gekennzeichnet – zusätzlich eine elektrische Heizung für 1000 Volt bei 16⅔ Hertz. Die Glühlampenbeleuchtung speiste ein riemengetriebener Generator, der Batteriekasten war unter dem Wagenboden aufgehängt.
Als Spenderwagen wurden zwei- und dreiachsige Länderbahnwagen wie auch Fahrzeuge der Einheitsbauart aus den zwanziger und dreißiger Jahren verwendet. Insgesamt entstanden somit von 1960 bis 1964 in mehreren Baulosen 712 rund 17 Tonnen schwere zweiachsige Wagen der Gattung Bg(e), ab 1966 mit Einführung der UIC-Wagennummern in Europa als Baag(e) bezeichnet. Die 19 Tonnen wiegenden 1520 Dreiachser waren bis 1966 als B3g(e) gekennzeichnet, danach als Bag(e). Gemeinsam waren beiden im Innenraum identischen Bauarten die 48 Sitzplätze.
In den Jahren 1962 und 1963 wurden einige Wagen mit Traglastenabteilen versehen, indem 16 Sitzplätze jeweils an einem Wagenende weggelassen wurden. Die Zweiachser waren als Baagtr(e) (bis 1966: Bg[e]tr), die Dreiachser als Bagtr(e) (bis 1966 B3g(e)tr) in den DR-Betriebsmittelpark eingeordnet.
Lange waren die zwei- und dreiachsigen Reko-Personenwagen im Personenverkehr der DR von großer Bedeutung. Im Jahr 1970 stellten sie 30 Prozent des Reisezugwagenbestandes. Die planmäßige Ausmusterung der Wagen begann Anfang der 1980er Jahre und war bis 1991 abgeschlossen.

#### Gepäck- und Postwagen
Neben den Personenwagen wurde von 1963 bis 1965 vom Raw Halberstadt 280 dreiachsige Gepäckwagen der Reko-Bauart gefertigt. Diese 16,4 Tonnen schweren Wagen wurden als Pw3g(e) eingereiht. Ab 1966 hießen diese Wagen Dage und Dag. 1993 erhielten die noch im Betriebsbestand befindlichen Fahrzeuge die DB-typischen Bauartnummern 953 (mit Dampf- und elektrischer Heizung) und 954 (nur mit Dampfheizung). 113 Wagen wurden 1994 noch von der neuen Deutschen Bahn AG übernommen.
Hinzu kamen noch ab 1961 gebaute Bahnpostwagen mit einer Anzahl von 158 Fahrzeuge der Bauart Posta-cl/12,8 (bis 1966 Post3-cl12,8). Diese wogen 16 Tonnen. Sowohl die Gepäck- als auch Postwagen hatten wie der Personenwagen-Prototyp und die Nullserie auf jeder Seite zwei Einstiegstüren am jeweiligen Wagenende, die jedoch im Gegensatz zur Nullserie zur Wagenmitte hin öffneten. Die Gepäckwagen verfügten zudem über drei Seitenfenster und eine zweiflügelige Ladetür und im Inneren neben dem Laderaum noch über ein Dienstabteil. Die Postwagen besaßen nur zwei Seitenfenster und eine einflügelige Schiebetür mit kleinerem Fenster. Sie waren nur für den Transport von Postrollgutbehältern vorgesehen und besaßen einen ungeteilten Laderaum. Einer der Einstiegsräume war nur eine Rangierkabine ohne Durchgang zum Laderaum. Übergangseinrichtungen und Heizung gab es nicht, lediglich eine Dampf- und elektrische Heizleitung. Die Stirnwände erhielten Ausschnitte, um den Berner Raum zu gewährleisten.
Alle zwei- und dreiachsigen Rekowagen hatten eine Wagenkastenlänge von 12.820 Millimetern (Prototypen 13.220), waren 3043 Millimeter breit und vier Meter hoch. Sie wurden nur in Personenzügen (ab 1991: Nahverkehrszügen) eingesetzt und waren auch nur für eine Höchstgeschwindigkeit von 90 km/h zugelassen. Die einlösigen Knorr- und Westinghouse-Bremsen wurden von den Spenderfahrzeugen übernommen. Die Gleitachslager wurden beibehalten. Ende der 70er Jahre wurden sie nach und nach, bei den Zweiachsern beginnend, gegen Rollenlager ausgetauscht, wobei aus Gleitlagerradsätzen entstandene Umbauradsätze verwendet wurden. Die Mittelachsen der Dreiachser behielten die Gleitlager bis zur Ausmusterung.

### Vierachsige Wagen

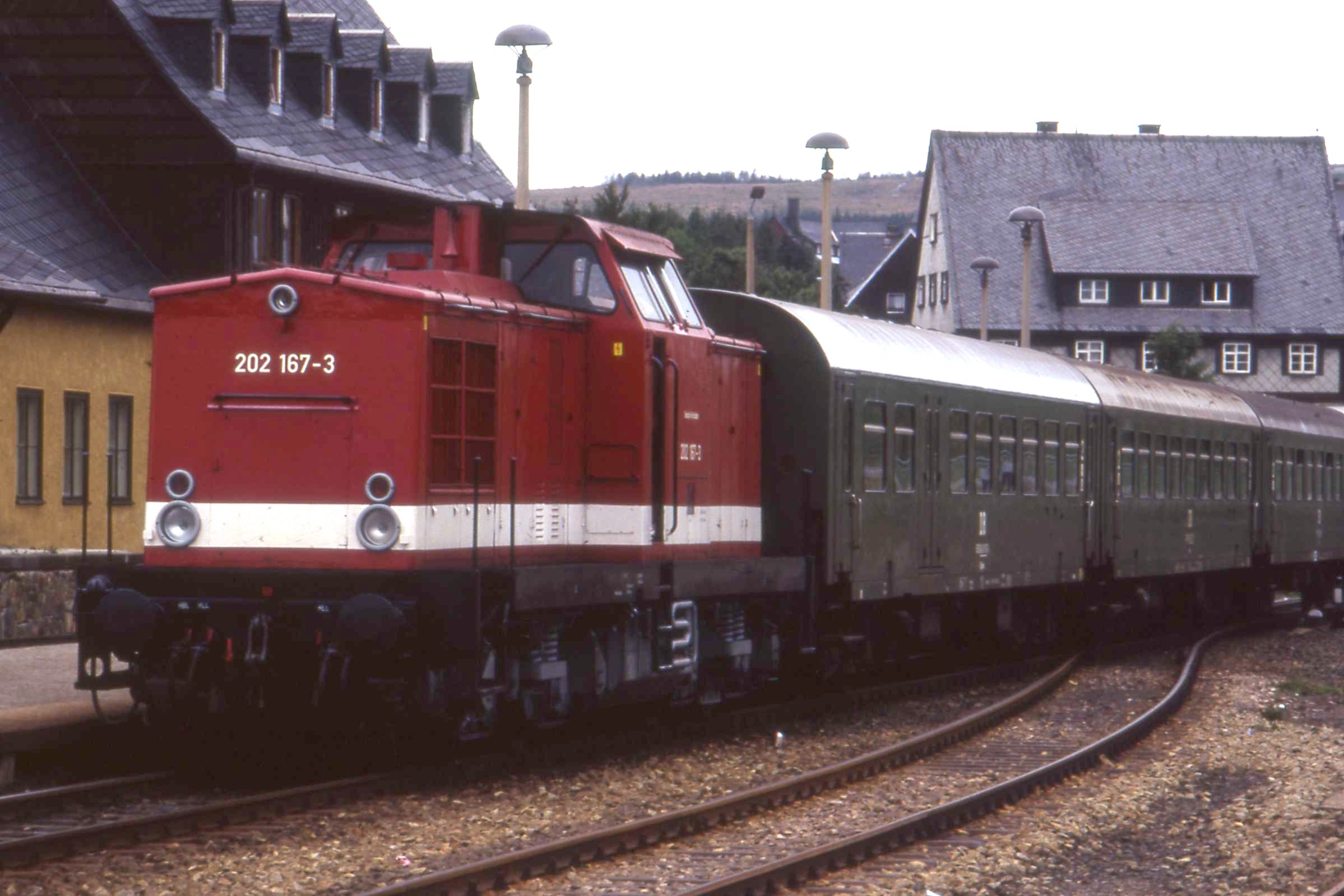
Reisezug mit vierachsigen Rekowagen in Altenberg (Erzgeb) (1992)

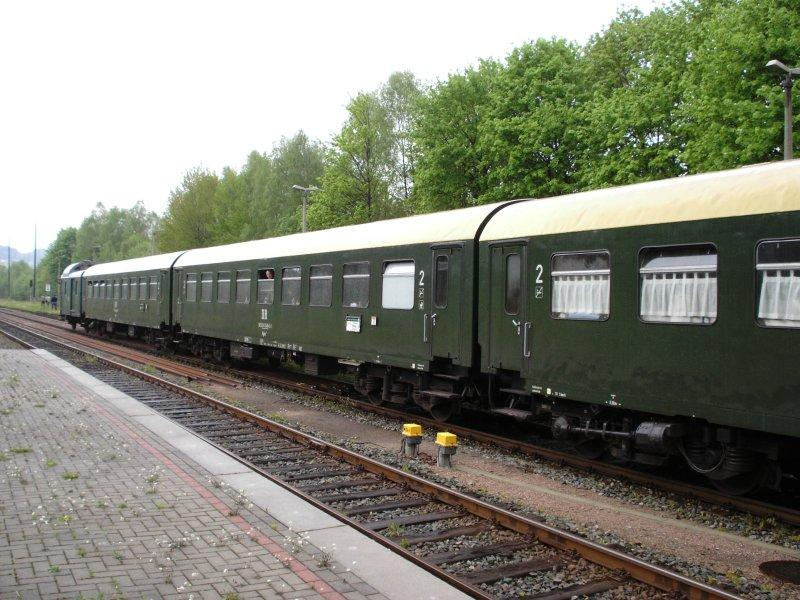
Vierachsige Rekowagen in einem Museumszug

Nach dem Erfolg der bis 1964 beschafften Rekowagen wollte die DR auch die zahlreich vorhandenen vierachsigen Abteilwagen aus Länderbahnbeständen nach gleichen Grundsätzen rekonstruieren. Dafür wurden die Untergestelle der alten Wagen ebenfalls auf gleiche Länge gebracht. Es wurden 1964 zwei Probewagen angefertigt, die eine Länge von 18,7 Metern besaßen. Diese Länge entsprach jener der Schiebebühnen des Herstellerwerkes Raw Halberstadt. Die Serienlieferung erfolgte ab 1967 als Gattung Bghw (bei Auslieferung Bghwe). Bei den ersten 50 Wagen blieben die von den Spenderwagen stammenden preußischen Regeldrehgestelle erhalten, die aber von Gleit- auf Rollenlager umgerüstet wurden. Die nächsten 300 Wagen erhielten die ursprünglichen amerikanischen Schwanenhalsdrehgestelle, allerdings auf rollengelagerte Radsätze, Wiegenträger aus Stahl und Wiegenschraubenfedern umgerüstet – eine erstaunliche Parallele zu den Vierachs-Umbauwagen der Bundesbahn von 1958. Die Schwanenhalsdrehgestelle der DB-Umbauwagen behielten allerdings ihre Wiegen-Blattfedern und hölzernen Wiegen. Alle weiteren Bghw-Wagen liefen dann auf Neubaudrehgestellen der Bauart Görlitz V und Radsätzen mit 950 Millimetern Laufkreisdurchmesser. Sie erhielten mehrlösige Druckluftbremsen der Bauart KE-GP. Damit war lauftechnisch eine Geschwindigkeit von 140 und bremstechisch von 120 km/h möglich. Die Energieversorgung der Wagenbeleuchtung erfolgte über einen Achsgenerator, anfangs einen Gleichstromgenerator mit Antrieb durch eine Gelenkwelle, bei den letzten Wagen, darunter den Halbgepäckwagen, über einen an ein Achslager angeflanschten Drehstrom-Klauenpolgenerator.
Der stählerne Wagenkasten besaß auf jeder Seite am Wagenende – im Gegensatz zu den ab 1962 entstandenen Modernisierungswagen – Drehfalttüren der UIC-Bauart. Die mit einer Gummiwulst geschützten Übergange wurden mit einer Doppelschiebetür abgeschlossen. Der Innenraum bot zwei Großräume mit 40 Nichtraucher- bzw. 24 Raucherplätzen. Die im Gegensatz zu den Zwei- und Dreiachsern deutlich besser gepolsterten Sitze hatten kopfhohe Lehnen. Die Fenster entsprachen mit dem inneren Aluminiumrahmen der späteren Bauart der Zwei- und Dreiachser. Sämtliche Rekowagen hatten einfachverglaste Fenster, die bei kalter Witterung heftig beschlugen. Am handbremslosen Ende befand sich neben der Toilette auch noch ein Stauraum mit zwei Klappsitzen. Die Innenbeleuchtung erfolgte durch Leuchtstofflampen. Die Wandverkleidungen bestanden um die Fenster aus hellgrünem Sprelacart, darunter aus dunkelgrünem Wachstuch. Bei späteren Aufarbeitungen ersetzte das Raw diese Verkleidungen bei einigen Wagen durch Sprelacart in hellem Holzdekor. Bis 1977 stellte das Raw Halberstadt 3031 Bghw-Wagen her, die 1993 die DB-Bauartnummer 522 erhielten. Die 500er Bauartnummer wies auf die bevorstehende Ausmusterung hin.
Die letzten Wagenserien waren komplette Neubauten und entstanden somit nicht aus Spenderfahrzeugen. Einige Wagen hatten überdies keine elektrische Heizung. Diese Praxis wurde 1973 verlassen. Zwei Jahre später erhielten zwölf Reko-Wagen eine Versorgung aus der Zugsammelschiene und wurden als Bghwee, ab 1993 als Bghwz522 eingeordnet. Bis in die 1980er Jahre kamen sie in allen Zuggattungen des Binnenverkehrs außer in Städteexpresszügen zum Einsatz; danach wurden sie wegen der fortschreitenden Anlieferung von Mitteleinstieg- und danach Seitengangwagen in Eil- und Personen- bzw. Nahverkehrszügen eingesetzt. Für die mit 25.000 Volt bei 50 Hertz elektrifizierte Rübelandbahn erhielten einige Fahrzeuge eine für deutsche Verhältnisse unübliche Einspannungsenergieversorgung mit 1500 Volt/50 Hertz.
Die Bghw-Wagen waren ursprünglich mit dem Austauschkode 57 für den PPW-Verkehr mit den Bahnen der OSShD zugelassen, wurden aber, als besser geeignete Wagen zur Verfügung standen, zunehmend zu Binnenverkehrsfahrzeugen herabgestuft. Ein Hindernis für den freizügigen internationalen Einsatz war die von anderen Wagenbauarten abweichende Sitzplatzanzahl.
Als Ergänzung der Vierachser wurden ab auch noch Halbgepäckwagen des Typs BDghws(e) (später Gattungsbezeichnung Bdghwe, DB AG: BDghws534) geliefert, insgesamt 202 Exemplare. Der Wagenkasten entsprach dem der normalen Sitzwagen, hatte aber zur Hälfte ein Gepäckabteil mit Seitengang und Dienstabteil sowie auf jeder Seite eine doppelte Ladefalttür. Diese Wagen liefen von Anfang an auf Görlitz-V-Drehgestellen und waren mit KE-GPR-Bremsen ausgerüstet; damit war lauf- und bremstechnisch eine Geschwindigkeit von 140 km/h möglich. Teilweise waren diese Wagen für den internationalen Verkehr zugelassen und kamen auch mit Schnellzügen in die Bundesrepublik.

### Speisewagen
Schon 1960/61 entstanden im Mitropa-Werk Gotha neun 22,9 Meter lange Reko-Speisewagen auf der Basis altbrauchbarer Untergestelle. Ihr Wagenkasten folgte den Bauprinzipien der zwei- und dreiachsigen Rekowagen; insbesondere die großen, diagonal angeordneten Schiebetüren an den Wagenenden wurden übernommen. Fünf Wagen von 1960 wurden aus Sitzwagen umgebaut und behielten die Schwanenhalsdrehgestelle der Spenderwagen, die vier restlichen Wagen von 1961 wurden aus Speisewagen umgebaut und erhielten neue Drehgestelle der Bauart Görlitz V.

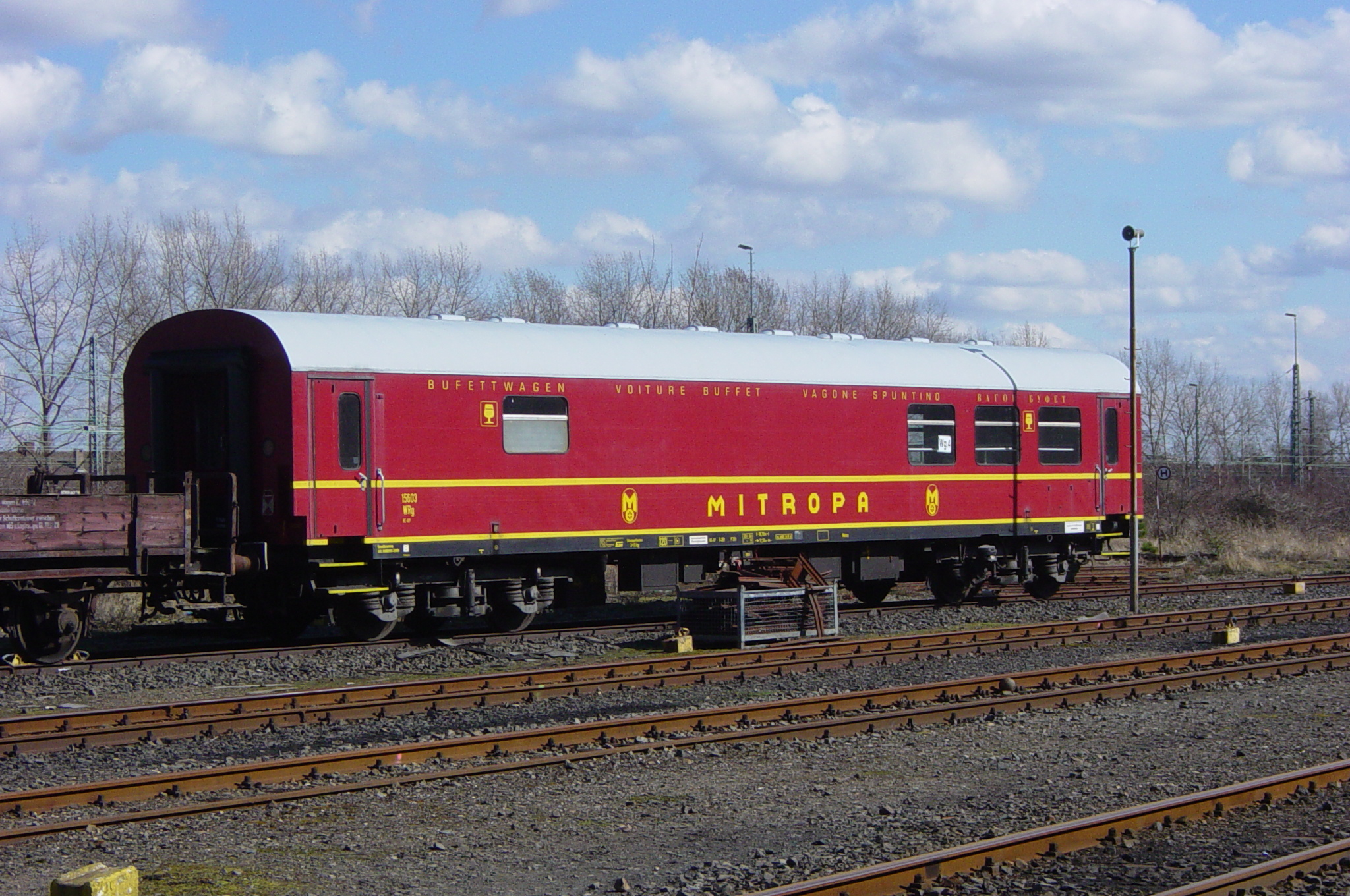
Reko-Speisewagen in Museumswagen-Lackierung

In den 1970er Jahren wurden zusätzlich Speisewagen auf der Grundlage der vierachsigen Rekowagen für die Mitropa ausgeführt. Diese entstanden als Neubau in 50 Exemplaren im Raw Halberstadt als Typ WRge. Gebaut wurden diese 1973–1974 (20 Stück) und 1975 (30 Stück). Ihre Görlitz-V-Drehgestelle und die Bremse der Bauart KE-GPR ließen ebenfalls 140 km/h zu; damit und mit der Mehrspannungsheizung waren auch diese Wagen für den internationalen Verkehr geeignet. Die Geschwindigkeit wurde 1986 auf 120 km/h reduziert. Der Speiseraum bot Platz für 24 Gäste auf roten, mit Kunstleder überzogenen Plätzen in 2+2-Anordnung. Neben dem Speiseraum lag der Büffettrakt (5,30 Meter) mit durch Rollläden abschließbarer Theke, dem die 3,90 Meter lange Küche inklusive Vorratsraum folgte. Auf der dem Seitengang abgewandten Seite hatten die ersten Wagen nur vier, später gebaute dann sechs Fenster. Alle Wagen erhielten den mitropa-roten Anstrich ohne den sonst üblichen gelben Begleitstreifen unter dem Fenster. Die Mitropa-Lettern prangten zwei Mal an der Seitenflanke. Dazu kamen die üblichen Anschriften »Speisewagen« in Deutsch, Französisch, Italienisch und Russisch unter der Dachkante. Die Wagen waren international zugelassen, sie kamen jedoch fast ausschließlich im Binnenverkehr zum Einsatz.

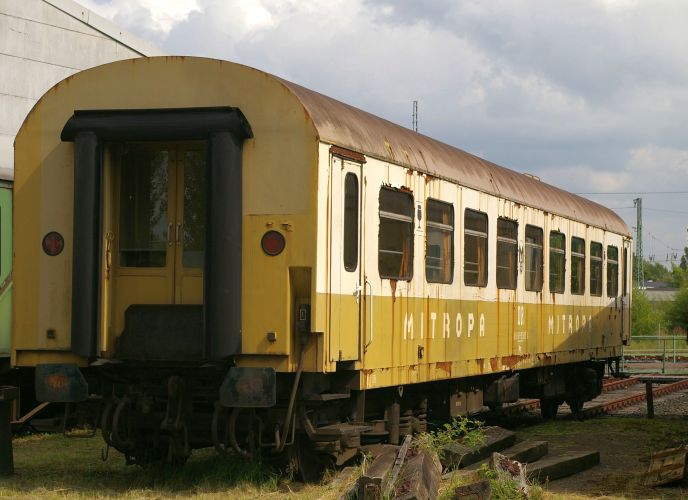
Reko-Buffetwagen Wgr (abgestellt)

Erst für den Städteexpressverkehr wurden ab 1976 einige dafür vorgesehene Speisewagen im orange-beigen Anstrich eingesetzt. Die meisten Speisewagen, die nicht in diesen Expresszügen eingesetzt wurden, hatte die DR zwischen 1985 und 1987 in Büffetwagen der Bauart Wgr umbauen lassen. Der Anstrich erfolgte nun in Rehbraun-Beige und glich damit dem der neuen im S-Bahnverkehr in Halle/Saale, Leipzig, Magdeburg und Dresden eingesetzten Doppelstockwagen. Für die Speisewagen waren 1993 die DB-konformen Bauartnummern WRg541 und für die Büffetwagen WRbg540 vorgesehen; angeschrieben wurden sie wegen der vorzeitigen Ausmusterung aber nicht mehr.
Das Raw Halberstadt plante zwar den weiteren Bau von Rekowagen. Nachdem aber die dortige Schiebebühne 1978 auf 27 Meter verlängert worden war, konnten 26,4 Meter lange Wagen hergestellt werden. Diese wurden als Mitteleinstiegswagen und als Schnellzugwagen ausgeführt.

### Modernisierung von Rekowagen
Die Rekowagen bewährten sich im Großen und Ganzen, allerdings zeigten sich zu Beginn der 1980er Jahre an vielen Fahrzeugen starke Durchrostungen und andere Verschleißerscheinungen. Besonders die Außenbeblechung um die Fenster war betroffen. Das Raw Delitzsch, neben dem Raw Erwin Kramer Potsdam für die Rekowagen zuständig, modernisierte daher 1983 probeweise einen Wagen. Auffallend waren vor allem die neuen UIC-Übersetzfenster, wie sie auch die Schnellzugwagen aus dem Waggonbau Bautzen besaßen. Bei diesem Wagen waren Raucher- und Nichtraucherabteil gegenüber dem Ursprungswagen getauscht, so dass das Nichtraucherabteil nun direkt neben dem großen Einstiegsraum und der Toilette lag. Wegen des schlechten Zustandes vieler Wagenkästen unterblieb der Serienumbau jedoch. Zur Stabilisierung der Korrosionsschäden wurde nur die Fensterrahmen bei einigen Wagen mit einem Deckblech versehen. Zur grundlegenden Erneuerung des Wagenbestandes war der Bau von Großraumwagen mit einer Wagenlänge von 26,4 Metern vorgesehen, für die noch brauchbare Ausrüstungsteile der vierachsigen Rekowagen genutzt werden sollten. Aufgrund geänderter Voraussetzungen im Zuge der Vereinigung der beiden deutschen Staaten kam es nicht mehr zu einer Serienfertigung.
Nach den Prinzipien der geplanten Modernisierung entstanden Mannschaftswagen für Baumaschinen, von außen an einem verblechten Fenster zu erkennen. Dahinter befindet sich die Eigenheizung.
Allerdings wurde das Modernisierungsprogramm für 73 Sitzwagen in Angriff genommen. Sie wurden ab 1987 zu behindertengerechten Halbgepäckwagen des Typs BDwsb 270 umgebaut. Diese besaßen ein normales Sitzabteil, ein rollstuhlgerechtes Sitzabteil, eine rollstuhlgerechte Toilette, Gepäckraum und einen verbreiterten Seitengang. Die Fahrzeuge sind somit eine verkürzte Ausführung der BDmsb-, später BDombs274-Halbgepäck-Schnellzugwagen aus Halberstädter Produktion.
Ein Teil dieser Wagen wurde ab 1997 erneut umgebaut, diesmal in die Bauart Bbd499. Die Ladetüren entfielen zusammen mit der Seitengangtrennwand zum Gepäckraum, dafür wurden am ehemaligen Gepäckraumwagenende Schwenkschiebetüren eingebaut. Der Laderaum erhielt schräggestellte Fahrradhalterungen und Klappsitze. Die Wagen trugen zunächst einen minttürkis-lichtgrauen Anstrich gemäß den damaligen Produktfarben der Deutschen Bundesbahn des Nahverkehrs, später wurden sie in Verkehrsrot lackiert. Nach einigen Jahren im Regional-Express-Einsatz wurden die Wagen abgestellt und teilweise nach Bulgarien verkauft, wo sie derzeit im Schnellzugdienst eingesetzt werden.

## Schmalspurwagen

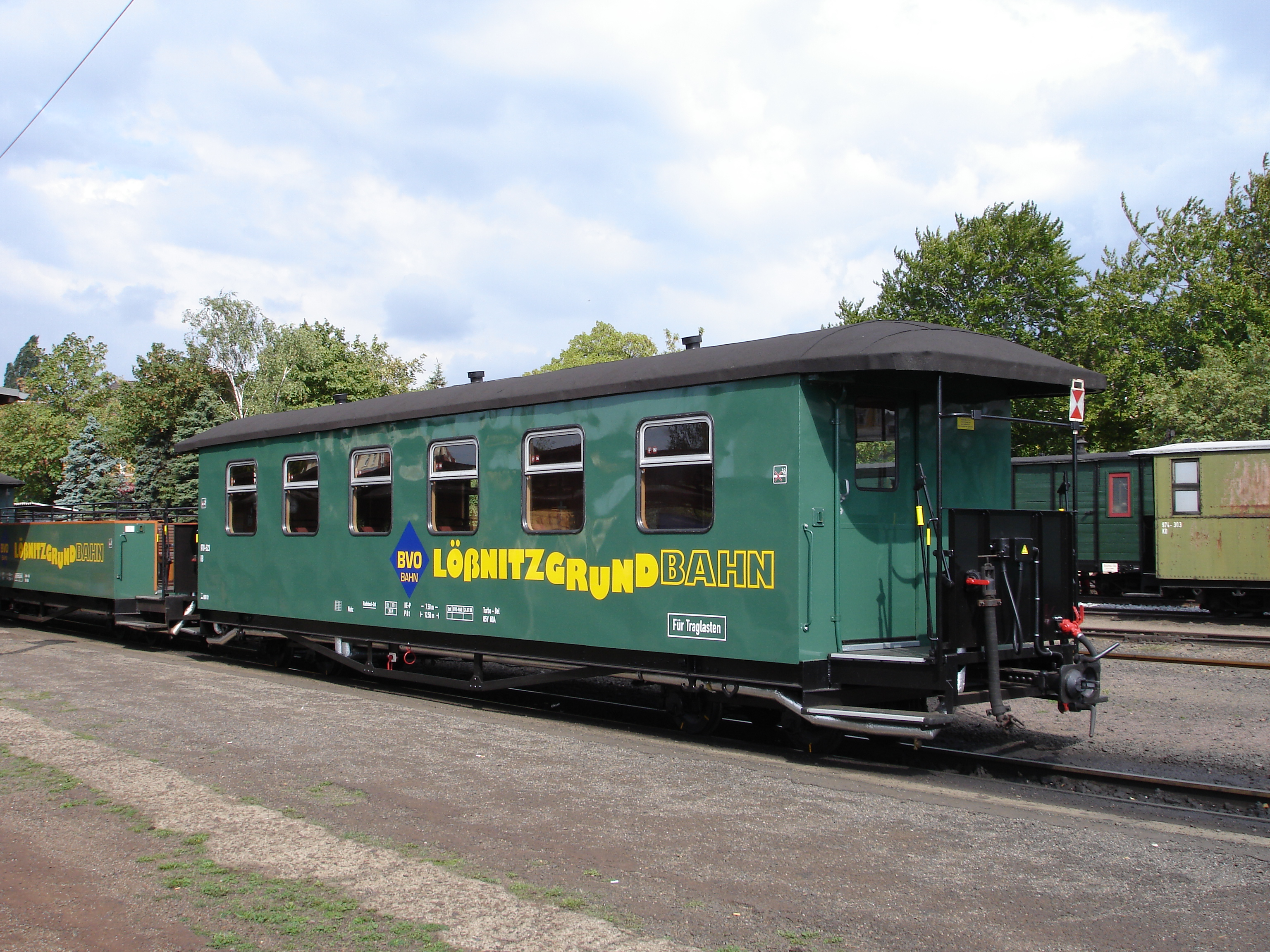
Der vor 1983 rekonstruierte Wagen der Lößnitzgrundbahn trägt noch sein Ursprungsdach (2006)

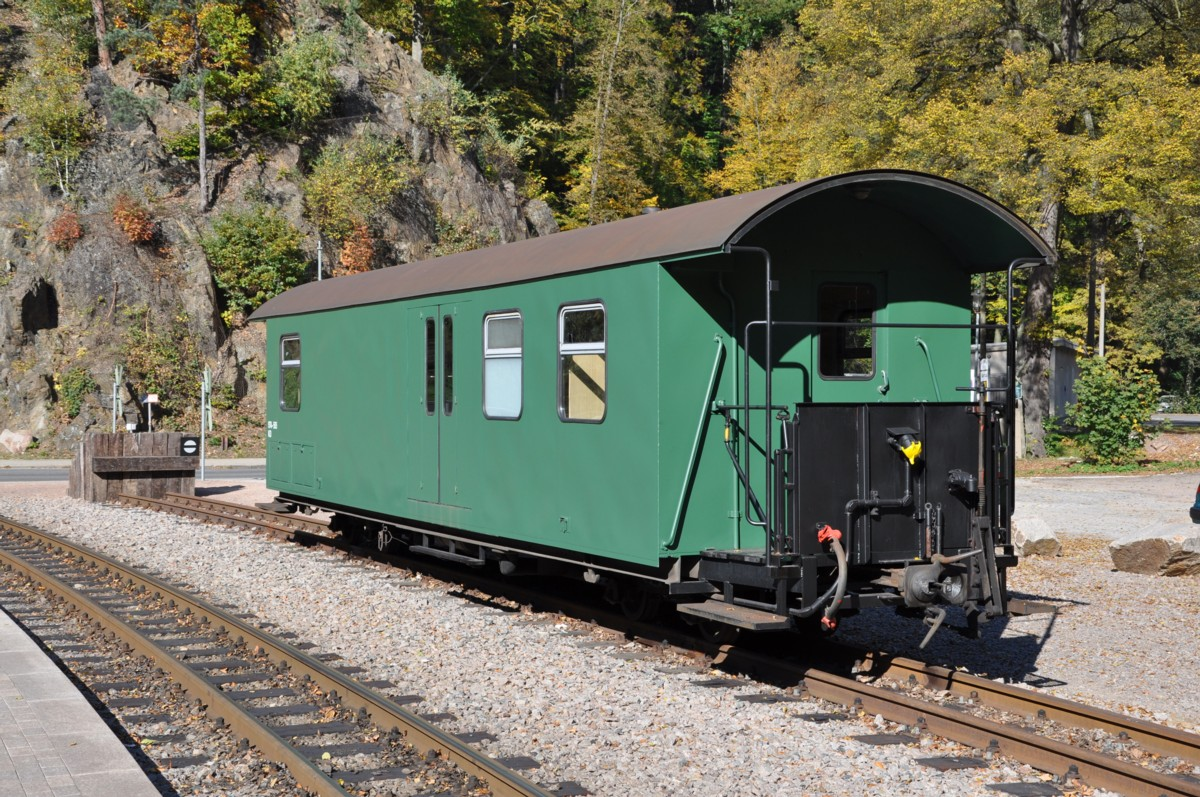
Der nach 1990 rekonstruierte Dienstwagen der Weißeritztalbahn hat einen Wagenkasten in vereinheitlichter Breite und ein neues Tonnendach (2010)

Erste Modernisierungen des schmalspurigen Reisezugwagenbestandes der DR führte das Reichsbahnausbesserungswerk „Wilhelm Pieck“ Karl-Marx-Stadt bereits in den 1950er Jahren aus. Ab 1957 erhielten die meisten Wagen eine neue Inneneinrichtung mit hartgepolsterten Sitzen sowie eine Blechverkleidung. Pläne für einen weitergehenden Umbau wurden vor dem Hintergrund der geplanten Streckenstilllegungen zunächst nicht umgesetzt.
Eine neue Situation entstand erst nach dem Regierungsbeschluss zur Erhaltung eines Teils der DR-Schmalspurbahnen im Jahr 1974. Im Jahr 1977 begann die Werkabteilung Perleberg des Reichsbahnausbesserungswerkes Wittenberge mit der umfassenden Modernisierung des zur weiteren Erhaltung vorgesehenen schmalspurigen Wagenbestandes. Die Fahrzeuge erhielten dabei auf den alten Untergestellen einen neuen Wagenkasten – zunächst unter Weiterverwendung des alten Daches. Im Inneren wurden die Wände mit Sprelacart verkleidet, die Sitze wurden einheitlich als Stahlrohrgestell mit Hartpolstern ausgeführt. Die alten Senkfenster ersetzte man durch eine nur noch im oberen Drittel klappbare Bauart, die von den Görlitzer Doppelstockwagen stammte. 
Offiziell definierte die Deutsche Reichsbahn weder die ab 1977 noch die ab 1984 an schmalspurigen Reisezugwagen ausgeführten Änderungen als Rekonstruktion. Bahnamtlich handelte es sich um Modernisierungen. Da jedoch in allen ab 1977 modernisierten Reisezugwagen die für die regelspurigen Rekowagen typischen Fenster mit Aluminiumrahmen und Gummiwulsteinfassung zum Einbau kamen, bürgerte sich sowohl bei den Eisenbahnern auf den Einsatzstrecken als auch unter Eisenbahnfreunden trotzdem der Begriff „Rekowagen“ für diese Fahrzeuge ein.
Anfang 1984 begann die Werkabteilung Perleberg, vollständig neue Wagenkästen in vereinheitlichter Breite von 2480 mm und mit Tonnendach zu bauen. Durch die nun mögliche Sitzanordnung 2+2 steigerte sich die Sitzplatzanzahl pro Wagen deutlich. Zunächst entstanden Kästen dieser Bauform insbesondere für die Wagen der Schmalspurbahnen im Harz und für die Strecke Bad Doberan–Ostseebad Kühlungsborn. Nach einem Prototyp für die Strecke Cranzahl–Kurort Oberwiesenthal 1984 begann 1987 auch die Modernisierung von Gepäckwagen und 1990 von Sitzwagen aus der Rbd Dresden. Bei den wenigen Wagen aus Bad Doberan mit ursprünglich geschlossenen Einstiegen entfielen diese beim Umbau, bei den 1987/88 umgebauten sächsischen Gepäckwagen entfiel eine Endbühne.
Die vorletzte Serie derartiger Umbauwagen fertigte die WA Perleberg 1991 für die Weißeritztalbahn. Auf den Rahmen ehemaliger Traglastenwagen entstanden dabei neun Gepäckwagen mit jeweils zwei Einstiegsbühnen. Die vier 1991/92 mit neuen Wagenkästen versehenen Einheitswagen aus Freital-Hainsberg erhielten auch Übersetzfenster.
Die Herkunft der Rekowagen mit neuen Tonnendächern ist nur noch am Bodenrahmen, den Drehgestellen und den Kopfstücken erkennbar. Bei allen ehemals sächsischen Wagen, die mit Scharfenbergkupplung geliefert oder darauf umgebaut wurden, sind die Kupplungsschäfte schwenkbar und von den Drehgestellen geführt. Wagen ohne Sprengwerk unter den Langträgern und mit sächsischen Drehgestellen sind frühere Einheitswagen der Baujahre 1928 bis 1932. Die aus dem Harz stammenden Altfahrzeuge erhielten dagegen neue Drehgestelle mit schraubengefederten Radsätzen. Generell erhielten die Wagen die mehrlösige Druckluftbremse KE-P und meist Radsätze mit Rollenlagern. Die Kupplungen und die elektrischen Einrichtungen blieben strecken- und netzspezifisch.